# Et skud fra hjertet
Et skud fra hjertet er en dansk film fra 1986, instrueret af Kristian Levring og skrevet af Leif Magnusson.

## Medvirkende
- Claus Flygare
- Lars Oluf Larsen
- Susanne Voldmester
- Niels Skousen
- Pouel Kern
- Frank Schaufuss
- Steen Birger Jørgensen
- Lars Sidenius
- Ejner Jensen
- Claus Lembek
- Morten Suurballe
- Lizzie Corfixen
- Henrik Birch